# Freda (visigodo)
Freda foi um nobre, de provável origem visigótica, que esteve ativo no final do século V ou começo do VI no Reino Visigótico. Sabe-se que vivia em Cevenas, ao sul da Gália. Em data desconhecida entre 485/507 recebeu uma carta do bispo Rurício de Limoges na qual é estilizado sublimitas vestra. O historiador Luis A. Garcia Moreno sugeriu que Freda era membro da dinastia dos Baltos e que possuía, a julgar pela forma como Rurício estiliza-o, uma posição proeminente no reino.